# Othonna herrei
Othonna herrei là một loài thực vật có hoa trong họ Cúc. Loài này được Pillans mô tả khoa học đầu tiên.